# Карл Нехамер
Карл Нехамер (рођен 18. октобра 1972) аустријски је политичар. На функцији је 32. канцелара Аустрије од 6. децембра 2021. Члан је Аустријске народне партије (ОВП - ÖVP) и њен председник од 14. маја 2022. Био је министар унутрашњих послова од 2020. до 2021. године, генерални секретар ОВП-а од 2018. до 2020. године и члан Националног савета од 2017. до 2020.

## Младост и образовање
Нехамер је одрастао у Бечу, где је дипломирао 1992. године. Војни рок је одслужио као једногодишњи добровољац са продуженим служењем до 1996. године. 1997. године је отпуштен у чину потпоручника. Потом је радио као инструктор за службенике за информисање у Савезном министарству одбране и као тренер за стратешку комуникацију за различите институције, као што су Институт за унапређење запослења (BFI) и Политичка академија Аустријске народне партије.
Од 2012. године Нехамер је завршио двогодишњи универзитетски курс политичке комуникације на Универзитету за континуирано образовање Кремс и дипломирао на мастер студијама.

## Политичка каријера
Нехамер је постао активан у партијској организацији ОВП након што је напустио војску, у почетку је радио са партијском академијом. Затим је био начелник одељења службе и мобилизације у седишту странке од 2007–08, и одељења за обуку и умрежавање од 2008–09. Затим је постао директор удружења Доње Аустрије партијске академије и сматран је блиским тадашњем заменику гувернера Волфгангу Соботки.
У октобру 2015. Нехамер је именован за заменика генералног секретара и савезног организационог председника Аустријског радничког синдиката (ÖAAB), синдикалног удружења ОВП-а.
Наслиједио је Аугуста Вогингера на мјесту генералног секретара ÖAAB 2016. године и на тој функцији био је до јануара 2018. У новембру 2016. године изабран је за регионалног председника ÖAAB Беча. Од априла 2017. био је окружни партијски председник ОВП-а у Бечу-Хицинг.

### Министар унутрашњих послова
Нехамер је именован за министра унутрашњих послова у другој влади коју је оформио канцелар Себастијан Курц. Нехамер је положио заклетву 7. јануара. Под његовим вођством, аустријска влада је средином 2020. године подигла оптужницу против особе која је признала да је шпијунирала за турску тајну службу. Био је један од три менаџера кризног штаба током пандемије КОВИД-19, са одговорношћу за спровођење карантина и ограничења. Сматра се снажним поборником избегличке политике аустријске владе.
Нехамер је предводио владин одговор након напада у Бечу 2020. Он је нападача описао као „исламистичког терористу“ и симпатизера Исламске државе и признао да обавештајне службе под његовом јурисдикцијом нису успеле да пренесу информације које су могле да спрече напад. Нехамерова жена и деца добили су полицијску заштиту због претњи смрћу које су стигле након напада.

### Канцелар Аустрије
У октобру 2021, Себастијан Курц је поднео оставку на место канцелара након истраге о корупцији, а наследио га је министар спољних послова Александар Шаленберг. Курц је остао на челу ОВП-а до 2. децембра, када је објавио да се повлачи из политике. Убрзо након тога, Шаленберг је најавио да неће преузети вођство и да ће поднети оставку на место канцелара у корист новог лидера ОВП-а када он буде изабран. Савезни партијски комитет је 3. децембра привремено именовао Нехамера за лидера ОВП-а и предложио га за канцелара. На ванредној партијској конвенцији 14. маја 2022. Нехамер је изабран за председника ОВП-а са 100% гласова.

## Лични живот
Нехамер је ожењен колегиницом из ОВП Катарином Нидецки. Имају двоје деце. Пар је добио критике почетком 2020. након што је Катарина именована за портпаролку Министарства одбране, а Херберт Кикл је оптужио владу да ставља унутрашњу и одбрамбену политику "у руке једне породице". Катарина је почела да ради у приватном сектору у односима сa јавношћу у јулу 2020. Нехамеров свекар је бивши водитељ ОРФ а Петер Нидецки.